# Charlotte Rieken
Charlotte Rieken, geborene Schenk (* 2. Januar 1909 in Mülheim bei Köln; † 22. Januar 1996 in Berlin), war eine deutsche Politikerin (SPD).
Charlotte Schenk war Botin bei der AEG und machte eine Ausbildung für Büroarbeiten. 1927 trat sie der SPD bei. Ab 1933 arbeitete sie als Krankenpflegerin und von 1942 bis 1945 als Kontoristin bei der Meierei C. Bolle.
Nach dem Zweiten Weltkrieg war Charlotte Rieken zunächst Trümmerfrau und im folgenden Jahr Lageristin in Berlin. Bei der ersten Berliner Wahl 1946 wurde sie in die Stadtverordnetenversammlung von Groß-Berlin gewählt. Bis 1954 war Rieken Mitglied des Abgeordnetenhauses von Berlin. Bei der Wahl 1958 wurde sie in die Bezirksverordnetenversammlung im Bezirk Tiergarten gewählt, dem sie bis März 1963 angehörte.